# Anna Oskarsson
Anna Oskarsson (Umeå, 24 aprile 1967) è un'ex cestista svedese.

## Carriera
Con la Svezia ha disputato i Campionati europei del 1987.